# 史氏眶燈魚
史氏眶灯鱼（学名：Diaphus schmidti）为輻鰭魚綱燈籠魚目灯笼鱼科的其中一種，分布於太平洋熱帶及亞熱帶海域，屬深海魚類，棲息深度100-1400公尺，體長可達5.3公分，可做為食用魚。

## 扩展阅读
維基物種上的相關：史氏眶灯鱼